# ラファエル (YouTuber)
ラファエル (????年6月25日 - ) は、日本の男性YouTuber、実業家、投資家、作家、元自衛隊。大阪府大阪市此花区出身。株式会社『Kiii』とエージェント契約を結んでいる。愛称は「ラファさん」、｢ラフィー｣、｢小麦仮面｣。
シバターやヒカルとのグループ「炎上軍」のメンバー。元NextStageのメンバーでもある。

## 来歴

### 生い立ち
大阪府大阪市此花区にて出生。学生時代は成績が悪く、中学卒業後は定時制の高校に通っていた。高校時代はパチンコ店や飲食店のキャッチなどのアルバイトを掛け持ちし、進路を考える時期になって、地元の先輩や友人が自衛隊に入隊していたのを見て自衛隊に入隊。4年ほど働いたあと、周囲から「営業職が向いているんじゃないか」と言われ営業職に転職。転職した会社で歴史上、最速で主任となり、最終的には係長にまで昇進した。

### YouTube開始後
2014年11月、偶然YouTuberのHIKAKINが出演していたYouTubeのTVCMを見たことをきっかけに、自身のYouTubeチャンネルを立ち上げる。また当時勤めていた会社の営業取引先への顔バレを配慮し、素顔を晒さないスタイルのキャラクター作りを模索した。当初スーツ姿に目口に穴を開けた紙袋を被り撮影を行ったが、見た目へのこだわりからより良いアイデアを求めていたところヴィレッジヴァンガードでラファエルのトレードマークとなる白い仮面を見つけ、現在のスタイルを確立した。
ラファエルチャンネルは登録者数1万人達成までに約1年半掛の期間を要している。この間、市場の調査・解析を行い、少年期に熱中していた『ロンドンハーツ』などの深夜バラエティを参考にした下世話な金持ちキャラとして夜の街に繰り出すキャラ作りを行った。また企業案件においてはステルスマーケティングを敢えて行わずオープンにするといったこれまで他のYouTuberが踏み込んでいなかったブルーオーシャンをターゲットにチャンネルの地盤を固めた。
2019年1月22日、ラファエルチャンネルのアカウントがYouTube運営により停止された。理由はYouTubeの利用規約が1月に変更になったことで、過去約3年分の動画すべてにチェックが入り、新規約に違反する動画がチャンネルに残っていたことによる削除と推察された。
メインアカウントの停止を受けて同日、当時のサブチャンネルで騒動に対する謝罪と今後同チャンネルをメインチャンネルとして運用する旨の通知を行った。またアカウント停止直後から交友のあるYouTuber達が、新アカウントへの登録を呼びかけるなどWeb上で多くの反応が見られた。その結果、1月21日時点で38万人だった登録者数は、23日には60万人を突破した。

## 人物

### YouTuberとして
仮面を取り帽子を被ったスタイルの時は、金色とも白色ともとれる髪の色をしている。これはブリーチをしているわけではなく、本物の白髪である事を告白した。
以前に公開した削除された動画にについて「99％やらせです」と語っている。

### 交友関係
上記の通り、YouTuberとしてはヒカル、シバターとは度々コラボをしている。
財界人としては ドン・キホーテ（現・パン・パシフィック・インターナショナルホールディングス）の元代表取締役社長・大原孝治と公私共に交友があり、メインチャンネルやインスタグラムにも度々登場している。
アーティストとしてはラッパーのt-Aceと交友があり、こちらもメインチャンネル、またインスタグラムに度々登場している。
また、動画には自身のマネージャーが出演するほか、撮影などの補助（動画上では準レギュラーと呼称）としてはぎちゃん（吉本興業芸人）、岡野陽一（人力舎芸人）、神崎紗衣（恵比寿マスカッツタレント）、伊藤愛真（スペースクラフトタレント）、嶽崎元彦医師（TAクリニック医師）、前田翔医師（TAクリニック医師）、山田真里江医師（TAクリニック医師）などが出演することがある。

## 出演

### イベント
- カジサック6周年記念祭りinパシフィコ横浜～カジサックファミリー・りおちゃん・ツネ家全員集合（2024年10月6日、神奈川県、パシフィコ横浜国立大ホール）

## 書籍
- 『無一文からのドリーム モデルプレス編』（2019年9月27日 宝島社） ISBN 978-4800297624
- 『マンガ 無一文からのドリーム モデルプレス編』（2020年7月16日 宝島社） ISBN 978-4299003836
- 『秒で決めろ！秒で動け！ラファエル式秒速タイムマネージメント モデルプレス編』（2020年4月16日 宝島社） ISBN 978-4299003720
- 『出会って1分で好かれるラファエル式最強の話し方 モデルプレス編』（2021年1月14日 宝島社） ISBN 978-4299011596